# Корекшонвил (Ајова)
Корекшонвил (енгл. Correctionville) град је у америчкој савезној држави Ајова. По попису становништва из 2010. у њему је живело 821 становника.

## Демографија
Према попису становништва из 2010. у граду је живело 821 становника, што је -30 (-3.5%) становника више него 2000. године.
| Група             | 2000.       | 2010.       |
| Белци             | 813 (95,5%) | 786 (95,7%) |
| Афроамериканци    | 0 (0,0%)    | 2 (0,2%)    |
| Азијати           | 2 (0,2%)    | 7 (0,9%)    |
| Хиспаноамериканци | 33 (3,9%)   | 19 (2,3%)   |
| Укупно            | 851         | 821         |